# Lucien Leclercq
Lucien Leclercq, né le 16 janvier 1897, mort le 14 juin 1971, est un ancien arbitre français de football.

## Carrière
Il a officié dans des compétitions majeures : 
- Coupe de France de football 1934-1935 (finale)
- Tournoi international de l'Exposition Universelle de Paris 1937 (finale)
- Coupe du monde de football de 1938 (2 matchs)